# Colonia Guadalupe, Villa de Tezontepec
Colonia Guadalupe är en ort i Mexiko.   Den ligger i kommunen Villa de Tezontepec och delstaten Hidalgo, i den sydöstra delen av landet, 70 km nordost om huvudstaden Mexico City. Colonia Guadalupe ligger 2 477 meter över havet och antalet invånare är 1 233.
Terrängen runt Colonia Guadalupe är kuperad åt sydost, men åt nordväst är den platt. Runt Colonia Guadalupe är det ganska tätbefolkat, med 58 invånare per kvadratkilometer. Närmaste större samhälle är Don Antonio, 19,1 km väster om Colonia Guadalupe. Omgivningarna runt Colonia Guadalupe är i huvudsak ett öppet busklandskap.